# Cora Sherlock
Cora Sherlock (Collon, ?) é escritora, blogueira e ativista do movimento irlandês antiaborto. Ela é vice-presidente da Campanha Pró-Vida. Em 2014, ela foi incluída na série 100 Women da BBC.

## Educação
Cora Sherlock é natural de Collon, condado de Louth. Ela estudou Direito na University College Dublin, em 1993, e, enquanto estudava lá, juntou-se à Campanha Pró-Vida. Cora completou seu mestrado na Queen's University Belfast e se qualificou como advogada.[carece de fontes?]
Desde o início dos anos 1990, ela tem sido uma pró-vida/anti-aborto. Como vice-presidente da Campanha Pró-Vida, escreveu artigos em jornais nacionais e apareceu na rádio e na televisão em matérias sobre o aborto na Irlanda.

### Referendo sobre o aborto de 2002
Cora Sherlock pediu um voto a favor na Vigésima Quinta Emenda do Projeto de Lei da Constituição, 2002 (Irlanda). A Campanha Pró-Vida também pediu um voto a favor. Ela argumentou que “um voto a favor significa a nossa aceitação do compromisso do Governo de encontrar uma alternativa realista ao aborto, uma questão que aqueles que pretendem votar Não ignoraram cuidadosamente até à data”. Ela votou contra o Tratado de Nice no referendo de 2001.

### Lei de Proteção à Vida Durante a Gravidez
Cora Sherlock se opôs à Lei de Proteção à Vida Durante a Gravidez de 2013. Segundo ela, “É uma lei ruim, sem base probatória”.

### Referendo sobre a Oitava Emenda
Cora Sherlock se opôs ao referendo sobre a revogação da Oitava Emenda, que foi aprovado. Ela se opôs à Assembleia dos Cidadãos, e falou a favor da manutenção da Oitava Emenda nos jornais, no rádio, e na TV.

## Meios de comunicação
Cora Sherlock falou na televisão e no rádio em nome da Campanha Pró-Vida e da campanha Love Both, em programas como Vincent Browne Tonight e Prime Time. Ela contribuiu com artigos de opinião para jornais, incluindo The Irish Times, The Sunday Business Post, The Irish Examiner e The Irish Catholic.
Durante o referendo de 2018, para revogar a oitava emenda, houve controvérsia quando a Campanha Pró-Vida desejou retirar Cora do debate televisionado da RTÉ, com o Ministro Simon Harris, a favor de Maria Steen. A RTÉ recusou-se a concordar com a mudança proposta e, em vez disso, Peadar Toibin TD foi convidado a debater em nome do lado Pró-Vida.
O irmão de Cora Sherlock, Leo Sherlock, fundou o site de notícias online TheLiberal.ie, em 2014. Cora Sherlock contribuiu com artigos para o site quando ele foi fundado, mas nenhum desde 2014.